# Грансе-сюр-Урс
Грансе́-сюр-Урс (фр. Grancey-sur-Ource) — коммуна во Франции, находится в регионе Бургундия. Департамент коммуны — Кот-д’Ор. Входит в состав кантона Монтиньи-сюр-Об. Округ коммуны — Монбар.
Код INSEE коммуны — 21305.

## Население
Население коммуны на 2010 год составляло 207 человек.
| 1962 | 1968 | 1975 | 1982 | 1990 | 1999 | 2010 |
| ---- | ---- | ---- | ---- | ---- | ---- | ---- |
| 348  | 316  | 282  | 253  | 237  | 214  | 207  |

## Экономика
В 2010 году среди 118 человек трудоспособного возраста (15—64 лет) 86 были экономически активными, 32 — неактивными (показатель активности — 72,9 %, в 1999 году было 64,8 %). Из 86 активных жителей работали 73 человека (42 мужчины и 31 женщина), безработных было 13 (8 мужчин и 5 женщин). Среди 32 неактивных 4 человека были учениками или студентами, 19 — пенсионерами, 9 были неактивными по другим причинам.